# Клеве, Агнес
Агнес Клеве (швед. Agnes Elisabet Cleve, 23 августа 1876 — 26 мая 1951) — шведская художница, представительница направления модернизма.

## Биография
Агнес Клеве родилась в Уппсале в 1886 году. Она была средней из трёх дочерей и росла в интеллигентной семье профессора химии Уппсальского университета Пера Теодора Клеве и писательницы Альмы Эбом. Все дочери (Астрид, Агнес и Герда) получили образование и сопровождали родителей во время поездок по Европе.
В 16 лет Агнес окончила в Уппсале высшую начальную школу для девочек, с 1892 по 1894 год посещала Констфак в Стокгольме. В середине 1890-х годов Агнес работала ассистенткой, делала иллюстрации. С 1897 по 1913 год она периодически посещала художественную школу (Konsthögskolan Valand). Одним из её учителей был художник Карл Вильгельмсон, который придерживался позиций равенства женщин при распределении учебных мест в школе. Влияние Вильгельмсона заметно на первых картинах Агнес.
В 1901 году Агнес вышла замуж за юриста Эрнста Линдшё. В этом браке она родила двоих детей, но её отношения с Вильгельмсоном привели к распаду первого брака и разводу в 1911 году. В том же году состоялась её выставка в Гётеборгском музее, где отметили её хорошее чувство цвета.
Агнес провела несколько месяцев в Париже в 1914 году, изучая кубизм в Académie de la Palette. Здесь она познакомилась с Йоном Йон-Андом. Они вместе вернулись в Швецию, а в начале 1915 года Агнес вышла за него замуж и в том же году родила сына. Они купили ферму недалеко от Гуллмарна и построили там студию. Впоследствии они переехали в Стокгольм на улицу Эриксгатан в квартиру с большой студией. Здесь Агнес писала свои картины в стиле кубизма и экспрессионизма — мост Святого Эрика, на который выходило окно квартиры, служил источником вдохновения для нескольких её работ. Ей нравились виды промышленных предприятий, наряду с портретами, натюрмортами и пейзажами она рисовала фабрики, трубы и рабочих.
В 1916 году Агнес провела три месяца в Нью-Йорке, и под впечатлением от бурной жизни города она написала несколько картин. Она часто путешествовала, посещала города Европы, особенно Италию, Тунис, Алжир и Турцию (Стамбул). В 1917 году она с мужем провели совместную выставку в художественной галерее Гуммесона в Стокгольме. В этом же году её картины были выставлены как часть ассоциации шведских художниц. В 1919 году её картины демонстрировались в Копенгагене и Стокгольме.
В 1922—1927 годах Агнес и Йон жили в Гётеборге, здесь она работала над внутренней отделкой театрального ресторана.
В 1929 году состоялась персональная выставка произведений Агнес в Стокгольме, которая стала её большим успехом. Её творчество было высоко оценено критиками, а журнал Idun напечатал репортаж с выставки. В 1930-е годы она также участвовала в международных художественных выставках: в Амстердаме (1933), Париже (1937).
Агнес Клеве скончалась в 1951 году и была похоронена на кладбище Уппсалы.
Из художественного наследия Агнес Клеве при её жизни только одна картина была приобретена художественным музеем — она писала в стиле немецкого импрессионизма, в то время как в Европе доминировал французский стиль. Интерес к её творчеству возник только в конце 1980-х — начале 1990-х гг., когда организаторы выставок старались привлечь внимание к забытым художницам.